# Michael Gmeindl
Michael Gmeindl (* 17. Juli 1973 in Feldbach) ist ein österreichischer Politiker der Freiheitlichen Partei Österreichs (FPÖ). Seit dem 6. Februar 2025 ist er Abgeordneter zum Nationalrat.

## Leben
Michael Gmeindl absolvierte eine Lehre zum Koch. Nach dem Präsenzdienst wurde er Berufssoldat beim Bundesheer, wo er nach dem Besuch der Heeresunteroffiziersakademie als Vizeleutnant beim Jägerbataillon 19 dient. Er ist verheiratet und Vater dreier Kinder.
In Güssing wurde er 2016 Stadtparteiobmann und 2017 Mitglied des Gemeinderats. 2021 wurde er zum FPÖ-Bezirksparteiobmann im Bezirk Güssing gewählt. Im Verband freiheitlicher und unabhängiger Gemeindevertreter Burgenland (VFG Burgenland) ist er Vorstandsmitglied. In der FPÖ Burgenland wurde er 2021 Mitglied des Landesparteivorstandes und 2023 Mitglied des Landesparteipräsidiums und Landesparteiobmann-Stellvertreter. Bei der Europawahl 2024 war er Spitzenkandidat der FPÖ Burgenland.
Für die Nationalratswahl 2024 wurde er von der FPÖ hinter Norbert Hofer und Alexander Petschnig auf dem dritten Platz im Landeswahlkreis Burgenland sowie auf Platz 31 der Bundesliste nominiert. In der XXVIII. Gesetzgebungsperiode wurde er mit 6. Februar 2025 Abgeordneter zum Nationalrat. Er folgte Norbert Hofer nach, der in den Landtag wechselte. Am 26. Februar 2025 wurde Gmeindl im Nationalrat angelobt.